# Brigada suicida
Brigada suicida es una película de guerra italiana del año 1968 dirigida por el cineasta italiano Alfonso Brescia (bajo el pseudónimo de Al Bradley), y que está ambientada en la Segunda Guerra Mundial.

## Argumento
En la Segunda Guerra Mundial, en los días previos al desembarco de Normadía, una unidad especial de paracaidistas es enviada para destruir una instalación de lanzallamas alemana en la playa de Omaha.
El teniente Stroble (Peter Lee Lawrence) tiene la misión de infiltrarse y destruir la instalación de lanzallamas alemana en la playa de Normandía, antes del ataque aliado. Su misión es cumplida sólo en parte, pero consigue unirse a una escuadrilla de paracaidistas enviados para terminar el trabajo y los dirige a la instalación.

## Reparto
- Guy Madison: Capitán Jack Murphy
- Peter Lee Lawrence: Teniente Strobel
- Erika Blanc: Denise
- Philippe Hersent: Profesor Aubernet
- Massimo Carocci: Capitán Ryan
- George F. Salvage:
- Pierre Richard: Sargento Doss
- Tony Norton:
- Max Turilli: Feldwebel Siedler
- Giuseppe Castellano:
- Renato Pinciroli: padre de Denise

## Curiosidades
- Peter Lee Lawrence tenía 23 años cuando actuó en esta película, y su prometedora carrera sería trágicamente truncada seis años más tarde por una terrible enfermedad. El resto del plantel mezcla a actores americanos y europeos y actrices, sobre todo de los spaghetti western, el género de moda en la Europa occidental por aquel entonces. La interpretación está bien en general, aunque Guy Madison parezca un poco incómodo con su papel de capitán un tanto inepto.[1] Erica Blanc está excelente como un miembro valiente e inteligente de la resistencia local.
- Brigada suicida es una aventura de acción militar ingeniosamente trazada y bien dirigida, centrada en acontecimientos que preceden la victoria aliada en Normandía durante la Segunda Guerra Mundial. La película es ficticia, y no hace ningún intento de atenerse a la realidad de la batalla, aunque manteniéndose dentro de lo creíble. La realización es muy buena, aunque no tanto el guion.